# Renee Rabinowitz
Renee Ginsberg Rabinowitz (geboren am 19. Mai 1934 in Belgien; gestorben am 19. Mai 2020 in Jerusalem) war eine israelisch-US-amerikanische Psychologin, Juristin und Hochschuldozentin, die 2017 erfolgreich gegen die israelische Fluggesellschaft El Al klagte. Nachdem ein ultraorthodoxer Passagier verlangt hatte, sie vor einem Flug umzusetzen, da er nicht neben einer fremden Frau sitzen wollte, startete sie einen viel beachteten Musterprozess um den umstrittenen Einfluss der Ultraorthodoxen in Israel. 2016 wurde Rabinowitz in die Liste einflussreicher Frauen der BBC aufgenommen.

## Leben
Rabinowitz wuchs in einem religiösen Haushalt in Belgien auf. 1941 verließ die Familie Belgien und emigrierte nach New York. Rabinowitz studierte an der University of Chicago Psychologie. 1969 schloss sie ihre Masterarbeit mit dem Titel The perceived locus of control of reinforcements among sixth-grade Negro children ab. Der Titel ihrer 1974 vorgelegten Doktorarbeit lautete Personal Causation, Role-Taking, and Effectiveness with Peers: A Study of Social Competence in Elementary School Children. Sie absolvierte ebenfalls ein Jurastudium an der Notre Dame Law School. Rabinowitz war Psychologie-Dozentin an der Indiana University und Rechtsberaterin des Colorado College. In ihrer ersten Ehe, die 1986 geschieden wurde, bekam sie drei Kinder. In zweiter Ehe war sie ab 1990 mit dem Rabbiner Stanley M. Wagner verheiratet. 2006 zog das Paar nach Israel, hielt sich aber auch viel in den USA auf. In Israel war sie als professionelle Freiwillige am Israel Center for the Treatment of Psychotrauma tätig.

## Prozess gegen die Fluggesellschaft El Al
Im Dezember 2015 bestieg Rabinowitz ein Flugzeug der staatlichen israelischen Fluggesellschaft El Al von Newark nach Tel Aviv und setzte sich auf ihren Platz am Gang. Als ein ultraorthodoxer Mann den Platz neben ihr einnehmen wollte, beschwerte er sich, die Thora würde ihm verbieten neben einer fremden Frau zu sitzen. Eine Flugbegleiterin bat Rabinowitz dann, einen anderen Platz einzunehmen, was sie nach eigenen Angaben widerwillig tat. Nach dem Flug entschied sie sich mit Hilfe der liberalen israelischen Organisation Israel Movement for Reform and Progressive Judaism (IMPJD) gegen diese Diskriminierung zu klagen. Das  IMPJD hatte sich zuvor bereits mehrmals gegen die Trennung der Geschlechter in bestimmten Bereichen der Gesellschaft engagiert und zum Beispiel Busunternehmen verklagt. Bis 2011 mussten Frauen in Bussen der öffentlichen Verkehrsbetriebe hinten sitzen und Männer vorne, weil die Ultraorthodoxen es so wollten. Sie berufen sich dabei auf das sogenannte „shomer negiah“ (deutsch: „verbotene Berührung“), das an zwei Stellen im dritten Buch Mose genannt wird und von einem kleinen Kreis Ultrareligiöser sehr streng ausgelegt wird.
Im Juni 2017 gab ein Gericht in Jerusalem Rabinowitz Recht und ordnete an, dass die El Al ihre Richtlinien ändern musste. Das Umsetzen von Passagieren aufgrund ihres Geschlechts sei ein Verstoß gegen die Anti-Diskriminierungsgesetze Israels. Rabinowitz wurden 6.500 Schekel, rund 1.500 Euro als Wiedergutmachung zugesprochen. Rabinowitz‘ Sieg vor Gericht galt als wichtiger Meilenstein im Kampf um den erstarkenden Einfluss der Ultraorthodoxen in Israel, die immer wieder versuchen aus religiösen Gründen eine Trennung der Geschlechter und strengere Einhaltung religiöser Vorschriften durchzusetzen.